# Міхаель Люфтнер
Міхаель Люфтнер (чеськ. Michal Lüftner, нар. 14 березня 1994) — чеський футболіст, захисник клубу «Омонії».

## Клубна кар'єра
Народився 14 березня 1994 року. Вихованець футбольної школи клубу «Тепліце». 21 жовтня 2012 року в матчі проти «Градец-Кралове» він дебютував за нову команду в Гамбрінус-лізі. 11 листопада у поєдинку проти «Слована» Міхаель забив свій перший гол за «Тепліце». З сезону 2014/15 став основним гравцем і загалом за чотири з половиною сезони взяв участь у 87 матчах чемпіонату.
На початку 2017 року Міхаель перейшов у столичну «Славію». Сума трансферу склала 550 тис. євро. 18 лютого в матчі проти «Височини» він дебютував за нову команду. У своєму дебютному сезоні Люфтнер став чемпіоном Чехії.
Влітку того ж року Міхаель перейшов у данський «Копенгаген» за 1,5 млн. євро. 15 липня в матчі проти «Ольборга» він дебютував в данській Суперлізі. Станом на 8 квітня 2018 року відіграв за команду з Копенгагена 27 матчів в національному чемпіонаті.
20 червня 2019 на правах оренди став гравцем «Омонії».

## Виступи за збірні
2009 року дебютував у складі юнацької збірної Чехії, взяв участь у 36 іграх на юнацькому рівні, відзначившись 2 забитими голами. 2011 року у складі юнацької збірної до 17 років Люфтнер взяв участь у юнацькому чемпіонаті Європи у Сербії. На турнірі він зіграв у матчах проти збірних Румунії, Нідерландів та Німеччини. У тому ж році Міхаель взяв участь у юнацькому чемпіонаті світу у Мексиці. На турнірі він зіграв у матчах проти США, Нової Зеландії та Узбекистану. Проте на обох турнірах його збірна не вийшла з групи.
Протягом 2013—2017 років залучався до складу молодіжної збірної Чехії. У 2017 році у її складі взяв участь у молодіжному чемпіонату Європи у Польщі. На турнірі він зіграв у матчах проти збірних Німеччинт, Італії та Данії. Проте і цього разу команді Люфтнера вийти з групи не вдалося. Всього на молодіжному рівні зіграв у 20 офіційних матчах, забив 1 гол.
8 жовтня 2017 року дебютував за національну збірну Чехії у відбірковому матчі до чемпіонату світу 2018 року проти збірної Сан-Марино, вийшовши на поле з перших хвилин і відігравши весь матч. Матч закінчився перемогою чехів 5:0. Це був останній тур відбору, який чехи завершили на третьому місці у групі і не кваліфікувались на «мундіаль».

## Титули і досягнення
- Чемпіон Чехії (1):

«Славія»: 2016-17
- Чемпіон Данії (1):

«Копенгаген»: 2018-19
- Чемпіон Кіпру (1):

«Омонія»: 2020-21